# Бляйбтрой, Максимилиана
Максимилиа́на Бля́йбтрой (нем. Maximiliane Bleibtreu; 1 августа 1870, Прессбург — 18 апреля 1923, Дрезден) — австрийская театральная актриса.

## Биография
Максимилиана — дочь актёра Зигмунда Бляйбтроя, получила образование в Венской консерватории и дебютировала в 1890 году в театре «Ан дер Вин», где прослужила вплоть до 1892 года. Затем выступала в театрах Санкт-Пёльтена, Линца и Инсбрука, вступила в театральное объединение в Граце. В 1903 году Бляйбтрой получила приглашение в дрезденский королевский театр, о дальнейшей творческой деятельности актрисы информация отсутствует.
В 1902 году Максимилиана Бляйбтрой вышла замуж за режиссёра венского придворного театра Эдуарда Мебуса. Сын Максимилианы Ренато Аттилио Бляйбтрой стал литератором, внучки Рената и Моника, а также правнук Мориц стали актёрами.